# Ernst Castan

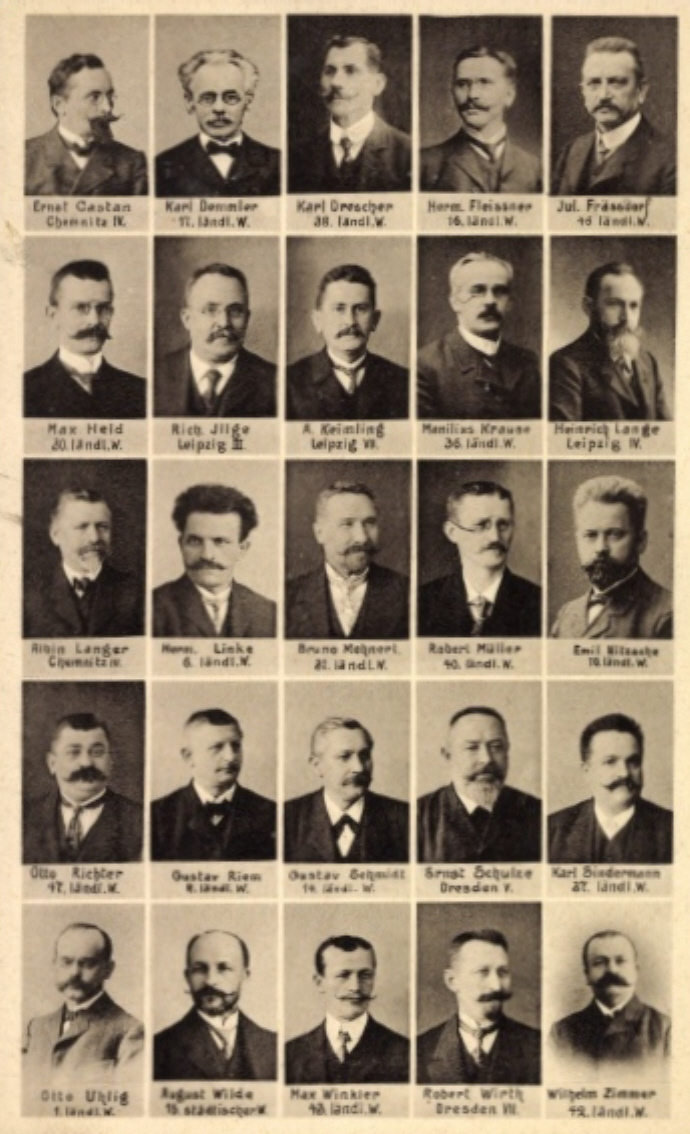
Ernst Castan (obere Reihe links) und die anderen Mitglieder der sozialdemokratischen Fraktion des sächsischen Landtags, 1909

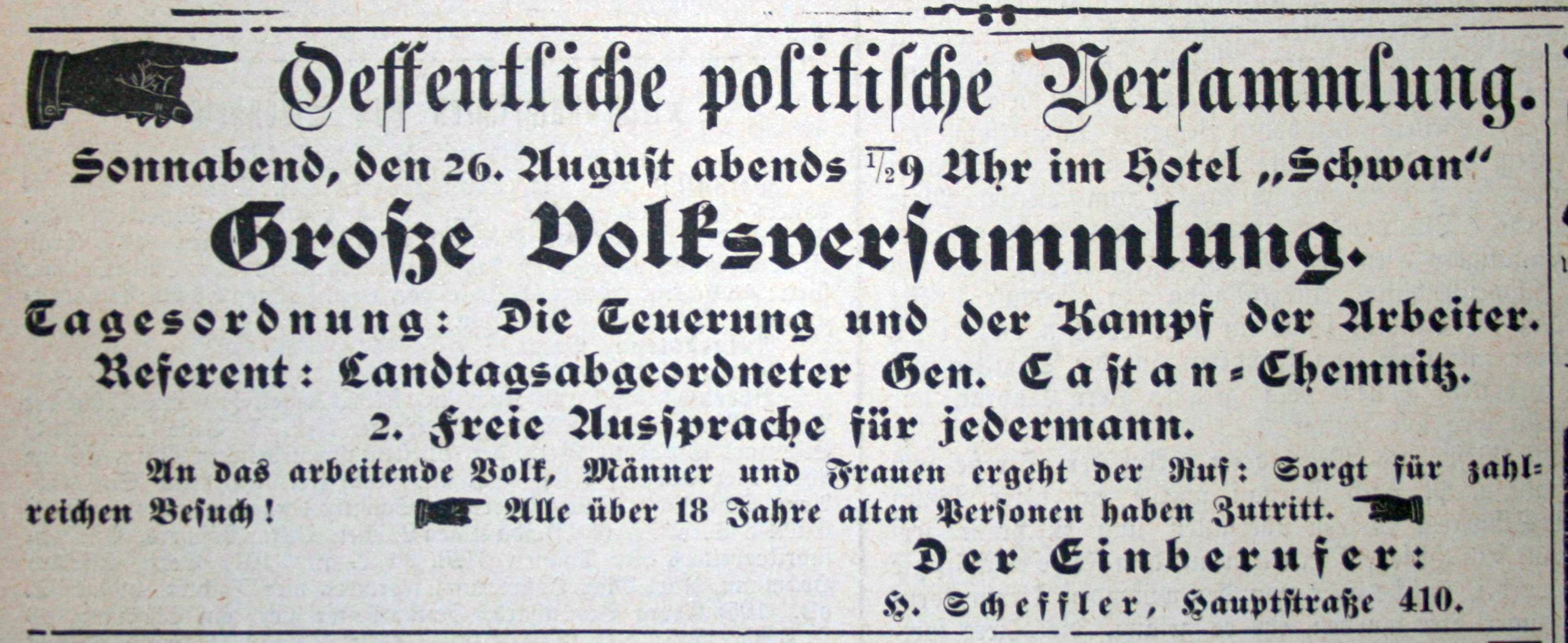
Ernst Castan als Redner bei einer Versammlung im August 1910 in Schönheide

Ernst Karl Castan (* 8. November 1871 in Hilbersdorf; † 4. August 1948 in Adelsberg) war ein deutscher Politiker (SPD).

## Leben und Wirken
Ernst Castan entstammte einer deutschen Hugenottenfamilie und war Materialwarenhändler in Chemnitz. Von 1909 bis 1918 saß er als Abgeordneter des 4. Wahlkreises der Stadt Chemnitz für die SPD in der II. Kammer des Sächsischen Landtags in Dresden. Hier gehörte er dem linken Flügel seiner Partei an. Im Landtag meldete er sich meist bei Fragen der staatlichen Unterstützung von Hilfsbedürftigen zu Wort. Außerdem war er zeitweise Mitglied der Finanzdeputation und hat als solches bei Entscheidungen verschiedener Finanzvorhaben mitgewirkt.
Von 1919 bis 1926 gehörte Castan erneut dem sächsischen Landesparlament an. Einer seiner politischen Gegenspieler – ebenfalls SPD – war der Präsident der Sächsischen Volkskammer und des Sächsischen Landtags Julius Fräßdorf (1857–1932). Fräßdorf unterstützte 1919 die Bildung einer sächsischen Regierung als Koalition aus den Mehrheitssozialdemokraten (MSPD) und der liberalen Deutschen Demokratischen Partei (DDP), die er gemeinsam mit Karl Sindermann und Georg Gradnauer gegen den Widerstand seiner linken Parteigenossen um Castan und Alfred Fellisch durchsetzte. Castan bevorzugte eine Koalition mit der KPD. Während des Sachsenkonfliktes zwischen 1924 und 1926 stand er hingegen auf dem rechten Flügel seiner Partei und unterstützte die Regierung von Max Heldt. 1926 trat er der Alten Sozialdemokratischen Partei Deutschlands (ASPD) bei. Im gleichen Jahr wurde er zum Regierungsrat im Sächsischen Innenministerium in Dresden berufen. 1933 wurde er von den Nationalsozialisten entlassen und zog sich nach Chemnitz zurück, wo er damit begann, familiengeschichtliche Forschungen zu betreiben. Gleichzeitig war er Mitglied des Deutschen Hugenottenvereins (DHV). Ernst Castan war verheiratet und hatte vier Kinder.